# Якуб Шапіро

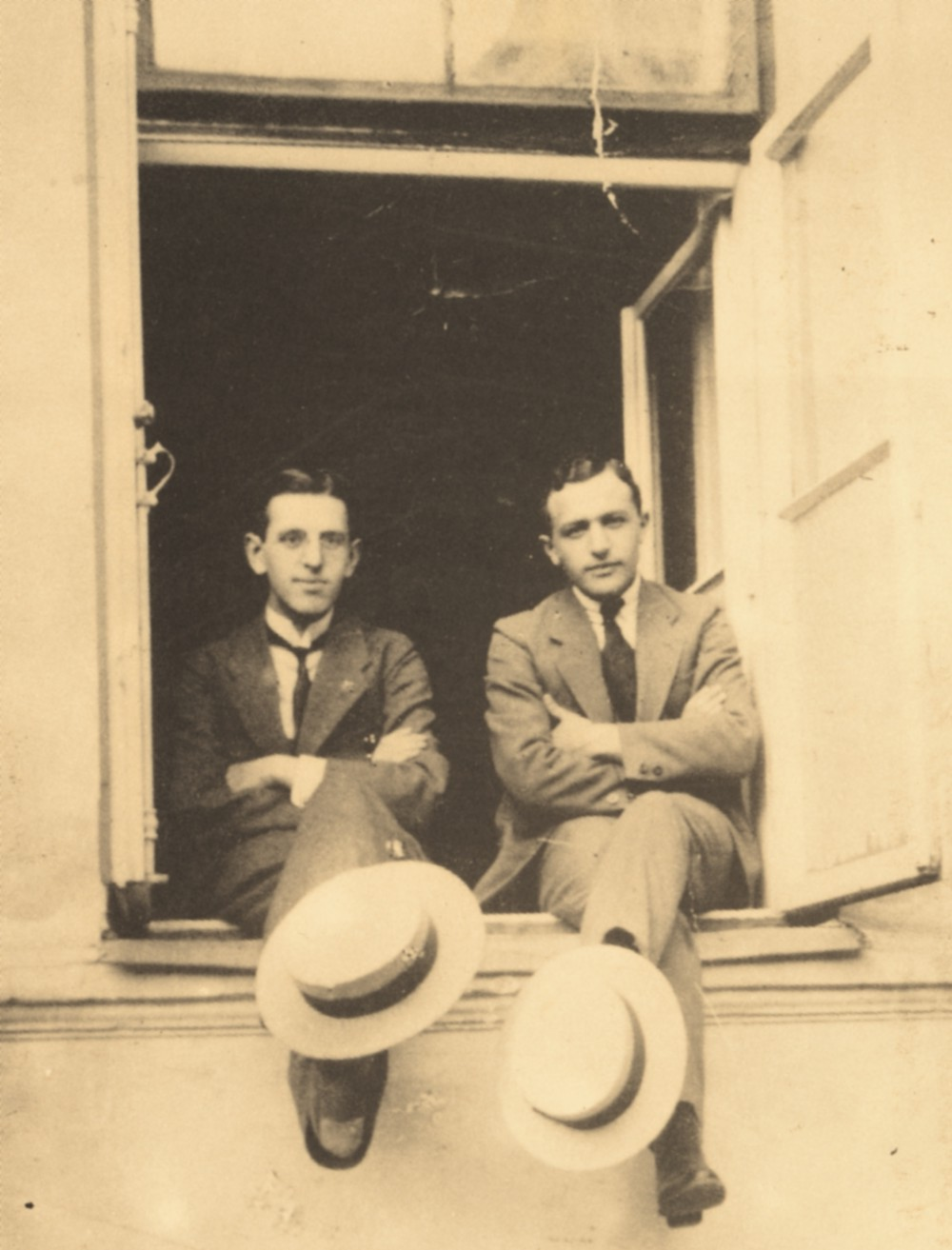
Якуб Шапіро та Авраам Збар у вікні житлового будинку за адресою: вул. Липова, 33 у Білостоку

Якуб Шапіро (есп. Jakobo Ŝapiro, пол. Jakub Szapiro; 29 жовтня 1897, Білосток — 12 липня 1941, Білосток) — польський журналіст, письменник та педагог, пропагандист есперанто, засновник Білостоцького товариства есперантистів імені Людвіка Заменгофа.

## Біографія
Якуб Шапіро народився 29 жовтня 1897 року в місті Білосток. Його батьками були Арон Шапіро та Марія Тропп.
За його ініціативою як секретаря міської влади, 11 червня 1919 року у Білостоку вулицю Зелену було перейменовано на вулицю Заменгофа. 26 листопада 1920 року він заснував «Товариство есперанто імені Заменгофа», але спільнота не була офіційно зареєстрована. Пізніше Якуб Шапіро зробив ще одну, цього разу успішну спробу, й з 17 липня 1922 року і до 1939 року був президентом даної організації.
12 липня 1941 року він був убитий разом із сім'єю в лісі П'єтраше, після окупації німецькими військами Білостока.
У нього була дружина Ева та два сини: Артур (народився 12 лютого 1922 року) та Адам (помер 23 січня 1934 року).

## Публікації
- La mondmilito kaj Esperanto, 1915 р. (Світова війна та есперанто)
- Babiladoj de Bonhumora Zamenhofano, 1921 р. (Казки щасливого есперантиста)
- Humoraj felietonoj, 1923 р. (Гумористичні колонки)
- Gvidilo tra Bialystok, la nask-urbo de nia Majstro, 1923 р. (Путівник по Білостоку, місту народження нашого Майстра)
- Esperanto szlisl, 1927 р. (Ключ до есперанто)

## Вшанування пам'яті

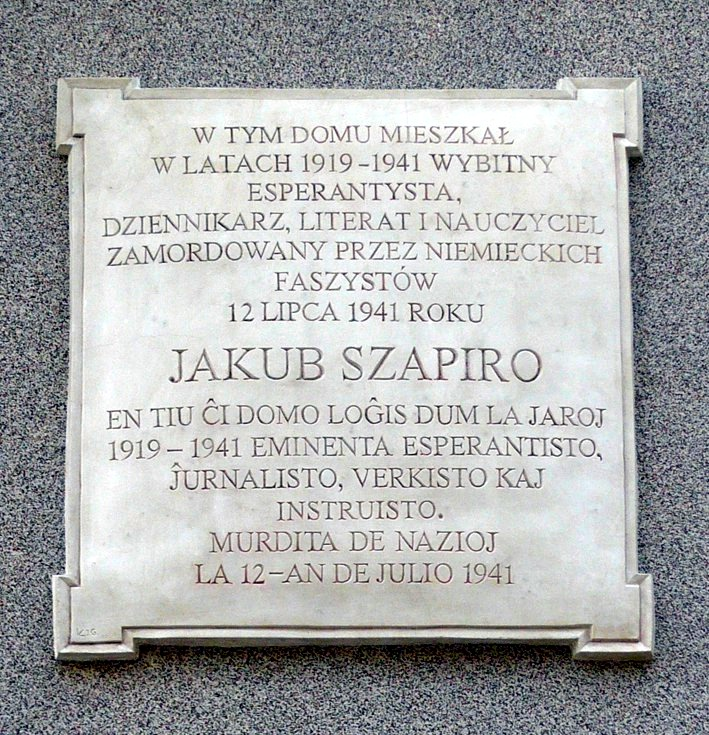
Пам'ятна дошка за адресою: вул. Липова, 33 у Білостоку

12 липня 1991 року на стіні родинного будинку Якуба Шапіро за адресою: вул. Липова 33, у присутності племінниці Якуба Феліції Рашкін-Новак та президента міста Білостока Леха Рутковського, на дерев'яній поверхні було вивішено тимчасову дошку. 10 липня 2009 року було відкрито нову меморіальну дошку з текстами польською мовою та на есперанто: «У цьому будинку в 1919—1941 роках проживав видатний есперантист, журналіст, письменник та вчитель, вбитий німецькими фашистами 12 липня 1941 р. Якуб Шапіро».
Родинний дім Якуба Шапіро — один із пунктів, відкритих у червні 2008 року на Маршруті єврейської спадщини в Білостоку, розробленому групою студентів, аспірантів і студентів Білостока — добровольцями з місцевого університету. Цей об'єкт також був відзначений на маршруті «Слід есперанто та багатьох культур», відкритому в червні 2009 року фірмою Landbrand.
24 квітня 2017 року Білостоцька міська рада ухвалила рішення про назву вулиці Якуба Шапіро у житлових масивах Ярошувка та Вигода. 31 травня було встановлено таблички з новою назвою.
19 лютого 2019 року Якуб Шапіро входив до десятки найвидатніших жителів Білостока.